# The Return of the Space Cowboy
| 전문가 평가                   | 전문가 평가 |
| 평가 점수                     | 평가 점수   |
| 출처                          | 점수        |
| ----------------------------- | ----------- |
| AllMusic                      | [ 1 ]       |
| Encyclopedia of Popular Music | [ 2 ]       |
| Entertainment Weekly          | B+          |
| The Guardian                  | [ 4 ]       |
| Orlando Sentinel              | [ 5 ]       |
| Q                             | [ 6 ]       |
| Rolling Stone                 | [ 7 ]       |
| The Rolling Stone Album Guide | [ 8 ]       |
| Select                        | 4/5         |
| Uncut                         | 7/10        |

《The Return of the Space Cowboy》는 영국의 펑크 밴드 자미로콰이의 두 번째 음반이다. 이 음반은 1994년 10월 17일, S2 레코드에서 발매되었다. 이 음반은 그들의 데뷔작인 《Emergency on Planet Earth》 (1993년)의 음악적 방향을 이어가고 있으며, 제이 케이의 창작 블록 중간 프로듀싱의 결과로 복잡한 작곡이 특징이다. 이 노래의 가사는 거리 생활, 희망, 상실, 케이의 마약 복용, 아메리카 원주민들과 청소년 시위에 관한 사회적 문제를 다루었다.
음반에 대한 비판적인 평가는 대체로 긍정적이었으며, 일부는 자미로콰이의 첫 음반보다 향상된 것으로 간주했다. 이 음반은 영국에서 2위를 차지했고, 전 세계적으로 130만 장이 팔리며 영국에서 플래티넘 인증을 받았다. 싱글 〈Half the Man〉과 〈Stillness in Time〉은 영국 싱글 차트에서 각각 15위와 9위에 올랐고, 〈Space Cowboy〉와 〈Light Years〉는 미국 댄스 차트에서 각각 1위와 6위에 올랐다. 이 음반은 2013년 보너스 자료와 함께 리마스터드된 형태로 재발매되었다.

## 배경 및 구성
데릭 매켄지는 오프닝 트랙 〈Just Another Story〉를 녹음하여 자미로콰이의 드러머가 되기 위해 오디션을 보았다. 매켄지는 밴드의 원래 드러머 닉 반 겔더를 대신하여 휴가에서 돌아오지 못했다. 이 곡은 "길고, 투덜투덜하고, 매우 리듬감 있는 인트로 타이트 스네어 드럼, 펜더 로즈 피아노, 일반적인 (70년대) 신스 사운드, 현악기, 질주하는 베이스, 클롱 퍼커션"을 가지고 있다. 이 노래에서 제이 케이는 "랩과 노래 사이의 중간에 있는 거리 이야기를 즉흥적으로 표현한다."
이 음반은 타운하우스, 배터리, 팔코너 스튜디오에서 녹음되었다. 밴드가 녹음을 시작하자 케이는 갑자기 마약 복용 증가로 악화된 두 번째 음반 신드롬에 빠졌다. 케이가 종종 결과에 불만을 품고 곡들을 폐기하거나 다시 쓰도록 이끌었기 때문에 밴드의 작곡 과정은 복잡했다. 그는 또한 가사를 쓰는 데 어려움을 겪기도 했다. "왜냐하면 갑자기 나는 노숙자가 아니라 내가 필요한 모든 것을 가졌기 때문입니다. 그래서 저는 써야 할 문제들을 만들고 있는 저 자신을 발견했습니다." 〈Stillness in Time〉은 케이가 음반 녹음에서 가장 낮은 단계에 있을 때 작곡되었다. 그는 "이 노래의 달콤함은 정말 희망적인 생각이었고, 상황이 나아지기를 바라는 희망이었다"라고 말했다. 〈Half the Man〉은 태어난 직후 사망한 케이의 쌍둥이 형제에 대한 중간 템포 트랙이다. 그는 "그런 의미에서 나는 항상 내가 없는 부분이 있지만, 사랑 노래로서도 정말 멋지게 두 배가 된다"라고 말했다.
밴드의 작곡이 더 딱딱하고 부드러운 곡들 사이를 오가면서, 그들은 케이가 "매우 무거운 느낌"을 가진 트랙인 〈Light Years〉를 쓰는 것으로 전환했다. 다섯 번째 트랙인 〈Manifest Destiny〉는 "놋쇠로 된 코다"와 함께 감미로운 노래로, 케이가 《나를 운디드니에 묻어주오》를 읽었을 때 쓰여졌고, 미국 원주민들의 학대와 학살에 대해 이야기했다. 여섯 번째 트랙 〈The Kids〉는 "거리의 느낌을 포착하라"는 의미의 "마리아치 밴드 트럼펫과 스냅 베이스"가 있는 "공격적인" 노래로, 제한되지 않은 욕설을 금지하는 법안인 1994년 형사사법 및 공공질서법에 반대하는 청소년 시위에 관한 것이다. 그것은 반 겔더가 드럼을 연주한 유일한 트랙이다.

## 곡 목록
모든 곡들은 특별한 언급이 없는 한 제이 케이와 토비 스미스에 의해 작사/작곡하였다.
| #   | 제목                             | 작사·작곡                   | 재생 시간 |
| --- | -------------------------------- | --------------------------- | --------- |
| 1.  | 〈Just Another Story〉           |                             | 8:49      |
| 2.  | 〈Stillness in Time〉            |                             | 4:15      |
| 3.  | 〈Half the Man〉                 |                             | 4:48      |
| 4.  | 〈Light Years〉                  |                             | 5:53      |
| 5.  | 〈Manifest Destiny〉             |                             | 6:19      |
| 6.  | 〈The Kids〉                     |                             | 5:08      |
| 7.  | 〈Mr. Moon〉                     | 케이, 스미스, 스튜어트 젠더 | 5:28      |
| 8.  | 〈Scam〉                         | 케이, 젠더, 스미스          | 7:00      |
| 9.  | 〈Journey to Arnhemland (기악)〉 | 케이, 월리스 뷰캐넌, 스미스 | 5:19      |
| 10. | 〈Morning Glory〉                | 케이, 젠더                  | 6:21      |
| 11. | 〈Space Cowboy〉                 | 케이                        | 6:25      |

## 인증
| 국가                                                  | 인증     | 판매량/출하량 |
| ----------------------------------------------------- | -------- | ------------- |
| 프랑스 (SNEP)                                         | 플래티넘 | 300,000*      |
| 일본 (RIAJ)                                           | 플래티넘 | 200,000^      |
| 네덜란드 (NVPI)                                       | 골드     | 50,000^       |
| 스위스 (IFPI 스위스)                                  | 골드     | 25,000^       |
| 영국 (BPI)                                            | 플래티넘 | 300,000^      |
| 요약                                                  |          |               |
| 전 세계                                               | —        | 1,300,000     |
| *판매량을 기반으로 한 인증 ^출하량을 기반으로 한 인증 |          |               |